# Mănăstirea Sfânta Treime din Eghina
Mănăstirea Sfânta Treime, numită și Mănăstirea Sfântul Nectarie, (în greacă Ιερά Μονή Αγίας Τριάδος sau Ιερά Μονή Αγίου Νεκταρίου) este o mănăstire ortodoxă greacă situată pe insula Eghina (Grecia), la o distanță de 6 km de orașul port Eghina. Actuala mănăstire a fost fondată în anul 1904 de fostul mitropolit Nectarie Kefalas, care a fost canonizat în 1961 de Patriarhia Ecumenică a Constantinopolului sub numele de Sfântul Nectarie din Eghina; moaștele sfântului se află în această mănăstire.

## Istoric
Pe locul unde se află actuala mănăstire a existat în Evul Mediu o mănăstire cu hramul Izvorul Tămăduirii, fondată, potrivit legendei, de Sfântul Atanasie în secolul al X-lea.
În 1904 fostul mitropolit Nectarie Kefalas, care îndeplinea în acel moment funcția de director al Seminarului Teologic Rizarios din Atena, a vizitat, împreună cu trei fiice duhovnicești, această mănăstire abandonată și ruinată și au găsit acolo un mic paraclis cu hramul „Izvorul Tămăduirii” și două chilii mici îngrijite de o bătrână ce trăia acolo din mila creștinilor. Ierarhul s-a întâlnit a doua zi cu primarul Eghinei, Nicolae Papas, care i-a cedat acel teren pentru amenajarea unei noi mănăstiri și i-a făgăduit că va repara chiliile rămase. Fiicele duhovnicești ale mitropolitului au rămas în Eghina, iar în fiecare duminică și de sărbători sosea un preot la mănăstirea învecinată Hrisoleontissa pentru a ține slujbe în micul paraclis.
În martie 1908 mitropolitul Nectarie a demisionat din funcția de director al seminarului și s-a retras la mănăstirea pe care a fondat-o, devenind duhovnicul ei. El însuși i-a ajutat pe muncitori la construcția mănăstirii: a transportat pietre cu mâinile lui și le-a sfărâmat pentru a fi folosite la executarea terasamentului și la construirea noilor chilii.
La 2 iunie 1908 a fost inaugurată biserica mănăstirii cu hramul Sfintei Treimi. Fiicele duhovnicești ale mitropolitului Nectarie, care tânjeau să ducă o viață monahală, au devenit călugărițe în cadrul mănăstirii. Nectarie a locuit într-o casă mică din vecinătatea mănăstirii timp de 12 ani, până aproape de momentul morții sale, care a avut loc în anul 1920, și a fost îngropat într-un mormânt aflat lângă biserica mănăstirii.
În anul 1924 mănăstirea „Sf. Treime” din Eghina a fost recunoscută oficial de către arhiepiscopul Hrisostom I Papadopoulos al Atenei. În 1935 o parte dintre călugărițele mănăstirii au fost transferate la Mănăstirea Adormirea Maicii Domnului Hrisoleontissa.

## Descrierea mănăstirii

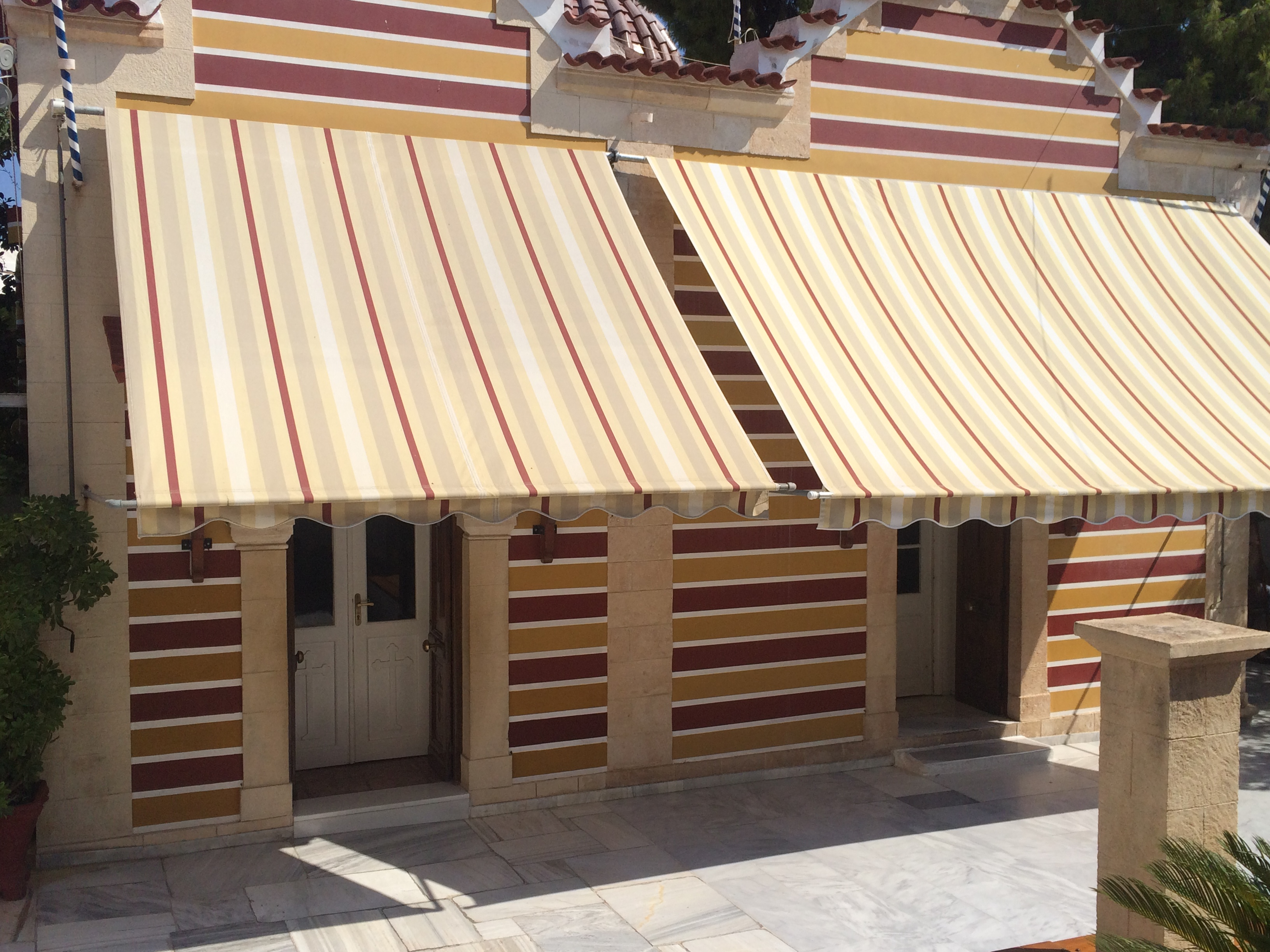
Biserica „Sf. Treime”

Mica biserică a mănăstirii conține două abside: absida principală este dedicată Sfintei Treimi, iar absida laterală adiacentă acesteia a fost transformată într-o capelă dedicată Sfântului Nectarie, în care se găsesc moaștele acestuia. Capul Sfântului Nectarie este păstrat într-o mitră de argint, iar alte părți ale moaștelor sale sunt așezate una lângă alta într-o raclă de argint.
În apropierea bisericii există o mică capelă construită pe locul fostului mormânt al Sfântului Nectarie, lângă care se află un pin plantat de el. Cei care și-au așezat capul pe mormânt au menționat că au auzit un ușor zgomot. De asemenea, în apropiere se află izvorul Sfântului Nectarie.
Loc de pelerinaj este și chilia Sfântului Nectarie din spatele capelei. Chilia, care a fost păstrată așa cum era în timpul vieții ierarhului, conține patul pe care a dormit, biroul de lucru al Sf. Nectarie, hainele pe care le-a purtat și obiectele de folosință zilnică.

## Biserica nouă „Sf. Nectarie”
La poalele dealului pe care se află mănăstirea a fost construită mai târziu Biserica „Sf. Nectarie”, unul dintre cele mai mari lăcașuri de cult din Grecia. Construcția bisericii a început la 16 decembrie 1973 și a fost încheiată prin sfințirea ei în mai 1994.
Suprafața bisericii este de aproximativ 635 m², iar a navei principale de 530 m².
Într-o mică raclă de argint din capela dreaptă a bisericii se află mâna dreaptă a Sfântului Nectarie.

## Legături externe
- Mănăstirea Sf. Nectarie (Mănăstirea Sf. Treime) // Arhiepiscopia Atenei
- Moni // Aghios Nektarios Arhivat în 23 noiembrie 2016, la Wayback Machine.
- Maica Nectaria McLees. Saint Nectarios of Pentapolis: The Aegina Years Arhivat în 27 martie 2014, la Wayback Machine.